# Йонна флотація
Йонна флотація — різновид флотації, перспективний метод для застосування в хімічній промисловості, полягає в осадженні з розчинів іонів корисних речовин спеціальними реагентами в дрібнодисперсні осади, які потім виділяють флотацією.
Іонна флотація включає групу процесів основаних на використанні поверхні розділу «газ – рідина» для вилучення з розчинів іонів і молекул органічних сполук або продуктів їхньої взаємодії з іонами або молекулами неорганічних сполук. Іонна флотація може бути використана для вилучення речовин, концентрація яких у розчині може складати 10–2 – 10–8 моль/л.
Під терміном «іонна флотація» об’єднуються таки процеси: 
- пінне фракціонування основане на здатності поверхнево активних іонів і молекул адсорбуватись на поверхні бульбашок газу, яки пропускаються через розчин, і концентруватись у пінному шарі. Процес використовується для очищення стічних і природних вод від органічних речовин, які не піддаються біологічному руйнуванню;
- власне іонна флотація основана на притягненні іона, що вилучається, протилежно зарядженими іонами збирача закріпленими на поверхні бульбашок повітря або газу, що проходять через об’єм розчину. Для вилучення катіонів застосовуються аніонні збирачі, для вилучення аніонів – катіонні;
- флотація гідрофобних осадів основана на здатності багатьох кольорових і рідкісних металів створювати з алкілксантогенатами, алкілмеркаптанами і іншими речовинами важкорозчинні у воді сполуки, осади яких мають гідрофобний характер і можуть бути флотовані після додання спінювача;
- флотація гідрофобізованих осадів основана на попередньому осадженні металів, що вилучаються, наступної гідрофобізації отриманого осаду збирачем і його флотації;
- флотоекстракція є комбінацією флотації і рідинної екстракції. Процес оснований на концентруванні гідрофобних сполук у шарі органічної рідини, який покриває поверхню аерованого розчину.